# Bactrocera complicata
Bactrocera complicata är en tvåvingeart som beskrevs av White 1999. Bactrocera complicata ingår i släktet Bactrocera och familjen borrflugor. Inga underarter finns listade.